# Paolo Fuentes
Paolo Fuentes (Mollendo, Perú, 11 de mayo de 1996) es un futbolista peruano. Juega como defensa central y su equipo actual es Asociación Deportiva Tarma de la Liga 1 del Perú.

## Trayectoria

### Inicios
Paolo es hijo de Paúl Fuentes y nieto de Guillermo Fuentes, exjugadores que pasaron por Melgar de Arequipa, razón por la cual es tercera generación que viste la dominó y seguidor del equipo. También es sobrino de Benigno Pérez, también exjugador de Melgar. Estuvo algunos años en la escuela Depor Center. Después aún muy joven jugó un año Copa Perú en Nazca. Luego llegaron unas pruebas en la escuela de Melgar y desde entonces pertenece al club arequipeño.

### FBC Melgar
Llegó a Melgar jugando como delantero sin embargo el comando técnico lo puso a jugar de medio ofensivo, después de mediocentro y al final de defensa central, reconvertido por decisión del entrenador Juan Reynoso. Fue convocado para un partido oficial por primera vez en mayo de 2015 y después de pasar por el equipo de reserva hizo su debut profesional el 30 de julio de 2017, jugando todo el encuentro ante Juan Aurich que terminó empatado 2 a 2, válido por el Torneo Apertura 2017. El 27 de octubre de ese año, luego de jugar algunos encuentros, Fuentes amplió su contrato con Melgar hasta 2020.
En su segunda temporada en primera división se convirtió en titular en la zaga central del equipo arequipeño, siendo capitán inclusive en algunos encuentros. El 15 de abril de 2018, anotó su primer gol como profesional, dándole la victoria a Melgar sobre Cantolao por 2-1, dedicando el tanto a su abuelo materno que había fallecido poco tiempo antes. Con Melgar hizo una buena campaña, ganando el Torneo Clausura 2018 y clasificando a la Copa Libertadores 2019. Jugó un total de 30 partidos en 2018, anotando cuatro goles, uno de ellos de tijera.
En 2019 la llegada del paraguayo David Villalba comprometió su titularato sin embargo la siguiente temporada arrancó como titular haciendo dupla con el argentino Hernán Pellerano.

### Cienciano
En 2021, llegó al Club Sportivo Cienciano por toda la temporada 2022. Disputará la Liga 1 y la Copa Sudamericana.

## Selección nacional
En agosto de 2020, fue incluido por Ricardo Gareca en una lista preliminar para la convocatoria de la selección mayor de cara a los partidos de eliminatorias contra las selecciones de Brasil y Paraguay en el mes de octubre.

## Vida personal
Ha incursionado en el mundo empresarial junto a su padre Paúl. Cuando Paolo jugaba en reserva de Melgar abrieron un restaurante de parrillas y también trabajaron en un proyecto de instalar una empresa de eventos.

## Estadísticas

### Clubes
| Club              | Div.          | Temporada     | Liga  | Liga  | Copas nacionales | Copas nacionales | Torneos internacionales | Torneos internacionales | Total | Total |
| Club              | Div.          | Temporada     | Part. | Goles | Part.            | Goles            | Part.                   | Goles                   | Part. | Goles |
| ----------------- | ------------- | ------------- | ----- | ----- | ---------------- | ---------------- | ----------------------- | ----------------------- | ----- | ----- |
| FBC Melgar · Perú | 1.ª           | 2017          | 8     | 0     | —                | —                | —                       | —                       | 8     | 0     |
| FBC Melgar · Perú | 1.ª           | 2018          | 29    | 4     | —                | —                | 2                       | 0                       | 31    | 4     |
| FBC Melgar · Perú | 1.ª           | 2019          | 12    | 0     | 0                | 0                | 5                       | 0                       | 17    | 0     |
| FBC Melgar · Perú | 1.ª           | 2020          | 11    | 1     | —                | —                | 4                       | 0                       | 15    | 1     |
| FBC Melgar · Perú | Total club    | Total club    | 60    | 5     | 0                | 0                | 11                      | 0                       | 71    | 5     |
| Sport Boys · Perú | 1.ª           | 2021          | 14    | 0     | 3                | 0                | —                       | —                       | 17    | 0     |
| Sport Boys · Perú | Total club    | Total club    | 14    | 0     | 3                | 0                | 0                       | 0                       | 17    | 0     |
| Cienciano · Perú  | 1.ª           | 2022          | 17    | 2     | —                | —                | 2                       | 0                       | 19    | 2     |
| Cienciano · Perú  | Total club    | Total club    | 17    | 2     | 0                | 0                | 2                       | 0                       | 19    | 2     |
| Total carrera     | Total carrera | Total carrera | 91    | 7     | 3                | 0                | 13                      | 0                       | 107   | 7     |
| 1. 2.             |               |               |       |       |                  |                  |                         |                         |       |       |

## Palmarés

### Campeonatos nacionales
- 1 Campeonato Primera División del Perú: 2015

### Torneos cortos
- 2 Torneos Clausura de la Primera División del Perú: 2015 y 2018

### Distinciones individuales
- Once ideal de la Copa Bicentenario según el portal periodístico Dechalaca.com: 2021[8]